# Ян Син Кук
Ян Син Кук (кор. 양승국, нар. 19 серпня 1944, Пхеньян) — північнокорейський футболіст, що грав на позиції нападника за клуб «Кігванчха», а також національну збірну КНДР.

## Клубна кар'єра
На клубному рівні грав за «Кігванчха». 

## Виступи за збірну
Захищав кольори національної збірної КНДР. 
У її складі був учасником чемпіонату світу 1966 року в Англії. Починав турнір як запасний гравець, проте був включений до стартового складу своєї команди на вирішальну гру групового етапу проти італійців, яку вона сенсаційно виграли з рахунком 1:0, вийшовши до плей-оф. Згодом також грав у чвертьфінальній грі проти збірної Португалії, яку північнокорейці програли 3:5, завершивши виступи на турнірі. В останній грі став автором одного з голів своєї команди